# I. e. 243
Évszázadok: i. e. 4. század – i. e. 3. század – i. e. 2. század
Évtizedek: i. e. 290-es évek – i. e. 280-as évek – i. e. 270-es évek – i. e. 260-as évek – i. e. 250-es évek – i. e. 240-es évek – i. e. 230-as évek – i. e. 220-as évek – i. e. 210-es évek – i. e. 200-as évek – i. e. 190-es évek
Évek: i. e. 248 – i. e. 247 – i. e. 246 – i. e. 245 –  i. e. 244 – i. e. 243 – i. e. 242 – i. e. 241 – i. e. 240 – i. e. 239 – i. e. 238

## Események

### Hellenisztikus birodalmak
- A harmadik szíriai háborúban Mezopotámiából hazatérő III. Ptolemaiosz fáraó számos egyiptomi eredetű kincset és szobrot hoz magával, amelyet még a perzsa Kambüszész rabolt el Egyiptomból. A szobrokat visszaszolgáltatja a templomoknak, amiért kiérdemli az Euergetész (Jótevő) melléknevet.
- Sziküóni Aratosz, az Akháj Szövetség sztratégosza, aki a szervezetet fokozatosan jelentős görögországi hatalommá fejlesztette, meglepetésszerű éjszakai támadást intéz a korinthoszi fellegvár ellen és kiűzi onnan a makedón helyőrséget. Megara, Troizén és Epidaurosz görög városok is fellázadnak II. Antigonosz makedón király uralma ellen.
- IV. Agisz spártai király a lükurgoszi tradíció alapján megkezdi reformjait, amelyek a társadalmi egyenlőtlenségek csökkentésére és a szegények eladósodásának megszüntetésére irányulnak. Teljes polgárjogot ad sok, addig szavazat nélküli szabadnak és Spártában élő  külföldinek és elkezdi a hagyományos harcosképzés visszaállítását.

### Róma
- Caius Fundanius Fundulust és Caius Sulpicius Galust választják consulnak.

## Születések
- Mago Barca, karthágói hadvezér, Hannibal öccse
- I. Prusziasz, bithüniai király
- III. Szeleukosz Keraunosz, szeleukida király

## Halálozások
- Perszaiosz, görög sztoikus filozófus

## Fordítás
- Ez a szócikk részben vagy egészben  a(z)   243 BC című angol Wikipédia-szócikk ezen változatának fordításán alapul.  Az eredeti cikk szerkesztőit annak laptörténete sorolja fel. Ez a jelzés csupán a megfogalmazás eredetét és a szerzői jogokat jelzi, nem szolgál a cikkben szereplő információk forrásmegjelöléseként.